# 法式酸奶油
法式酸奶油（法語：Crème fraîche，發音：[kʁɛm fʁɛʃ] ⓘ，字面意思为“新鲜的奶油”）是一种pH值约为4.5的，含有10至45％的乳脂的酸奶油 。 它是细菌发酵制成的，跟美国式的酸奶油相比粘度更低、脂肪含量更高。欧洲标签条例规定法式酸奶油不得含有除了乳脂和发酵菌外的其他成分。

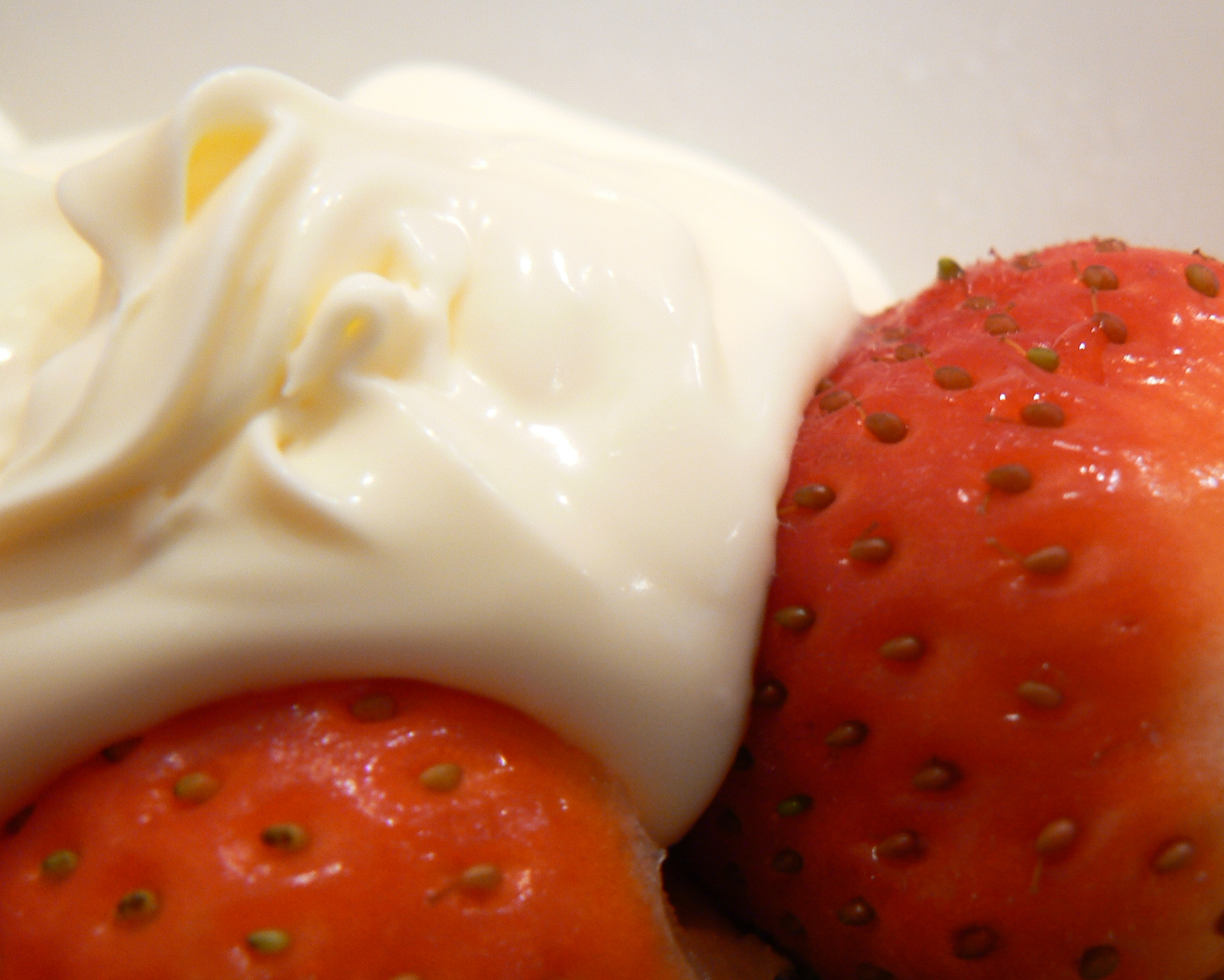
草莓配法式酸奶油

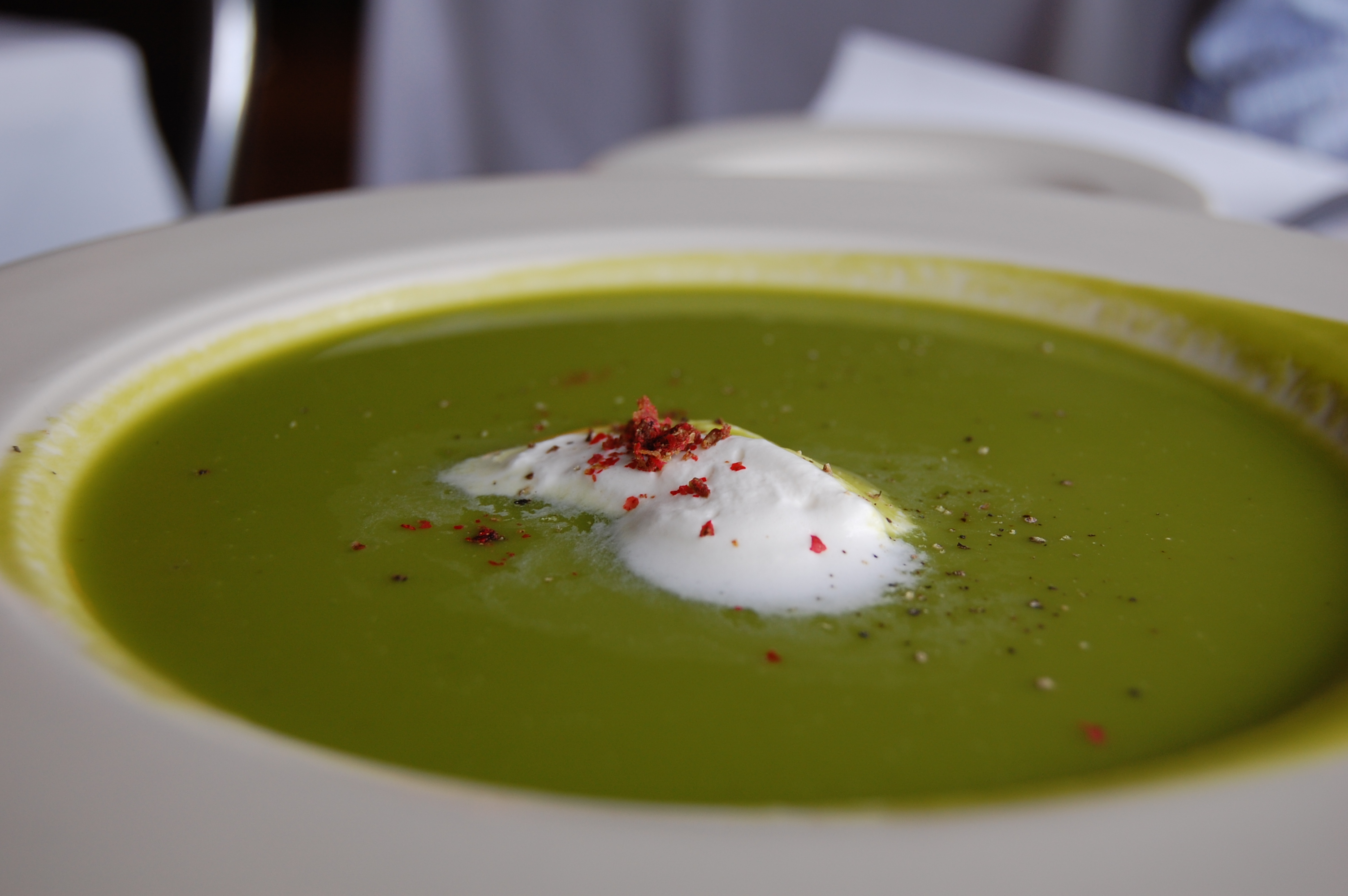
冷芦笋浓汤配法式酸奶油粉胡椒粒

“Crème fraîche”源自法语，但欧洲其他地区也有类似的酸奶油食品。

## 用语
在法语中， crème fraîche既可以指浓厚的发酵乳制品，crème fraîche épaisse或者fermentée，也可以指液体奶油， crème fraîche liquide或者fleurette。在这些国家，一般说的crème fraîche指的是液体奶油，而浓厚的发酵乳制品通常被称为crème épaisse。 而在其他国家，crème fraîche被默认为后者。

## 制作

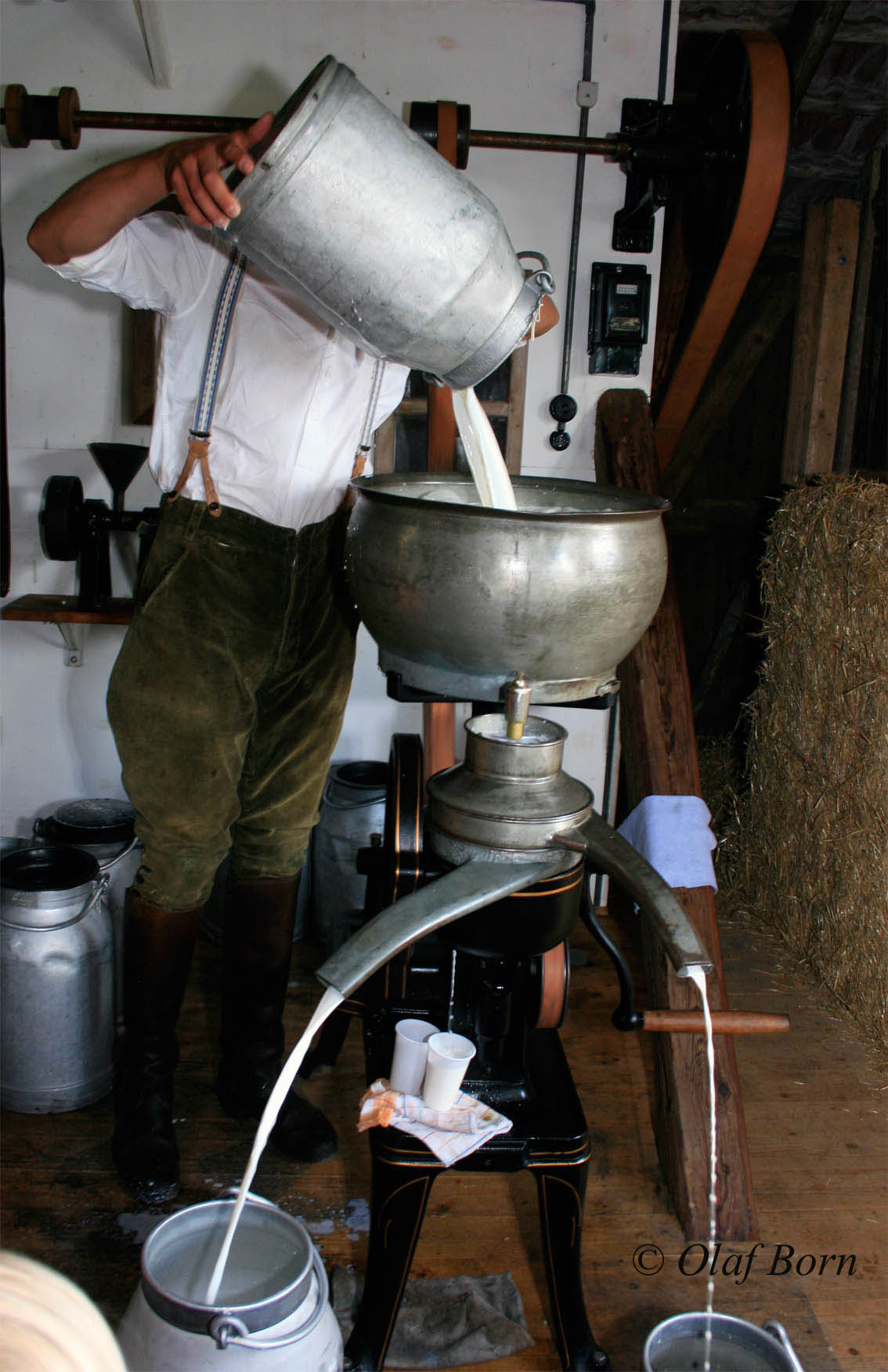
农民使用传统的乳品离心机分离牛奶

制作法式酸奶油的方法通常是把菌种加入重奶油，然后静置于合适温度下直到其浓稠。 菌种包含乳酸菌种的多种细菌，例如 L. cremoris, L. lactis, 以及L. lactis biovar diacetylactis。这也是为什么法式酸奶油的味道与其他乳制品不同的原因。
在欧洲的一些地方对法式酸奶油的脂肪含量有规定，并且不得含有除了乳脂和发酵菌外的其他成分。 在北美国和英国出售的被称为"低脂法式酸奶油"的产品含有约15％的乳脂，并诸如如原胶或玉米淀粉一类的稳定剂。 低脂法式酸奶油在加热以后没有普通酸奶油稳定。

## 历史

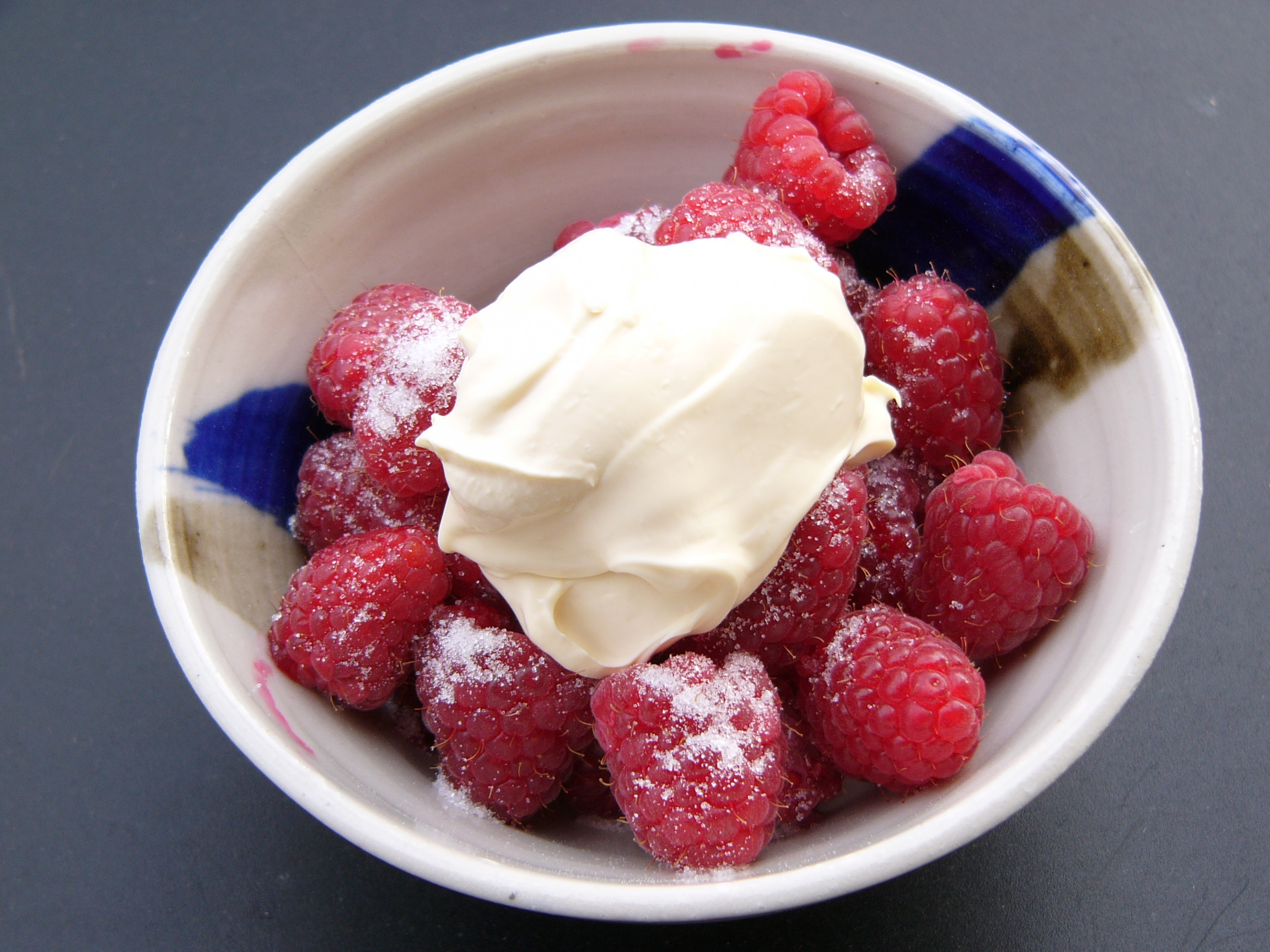
配以法式酸奶油和糖的树莓

诺曼底地区的法式酸奶油久负盛名，特别是卡尔瓦多斯省的滨海伊西尼地区的产品。 它是获得原产地命名控制的奶油制品（1986）。 法国的其他地区也出产法式酸奶油，特别是畜牧业发达的布列塔尼，普瓦图-夏朗德，洛林和香槟-阿登地区。

## 食用方法
法式酸奶油在法国菜中既可以配冷菜也可以配热菜。 它经常被用来配置香辣酱；因为它的脂肪含量大于30％，可以很容易凝固。 它也是许多甜点和甜点酱汁的基础。

## 类似产品
Crema Mexicana是一种类似的发酵乳脂。东欧和俄罗斯的斯美塔那酸奶油也与其非常相似。